# Стівенсон (Вісконсин)
Стівенсон (англ. Stephenson) — місто (англ. town) в США, в окрузі Марінетт штату Вісконсин. Населення — 3494 особи (2020).

## Демографія
Згідно з переписом 2010 року, у місті мешкало 3006 осіб у 1404 домогосподарствах у складі 950 родин. Було 4708 помешкань
Расовий склад населення:
| - 97,5 % — білих - 0,7 % — корінних американців - 0,4 % — чорних або афроамериканців - 0,1 % — азіатів |

До двох чи більше рас належало 1,2 %. Частка іспаномовних становила 0,6 % від усіх жителів.
За віковим діапазоном населення розподілялося таким чином: 14,2 % — особи молодші 18 років, 57,5 % — особи у віці 18—64 років, 28,3 % — особи у віці 65 років та старші. Медіана віку мешканця становила 53,8 року. На 100 осіб жіночої статі у місті припадало 110,5 чоловіків;  на 100 жінок у віці від 18 років та старших — 111,3 чоловіків також старших 18 років.
Середній дохід на одне домашнє господарство  становив 56 374 долари США (медіана — 44 540), а середній дохід на одну сім'ю — 68 452 долари (медіана — 51 848). Медіана доходів становила 51 471 долар для чоловіків та 37 717 доларів для жінок. За межею бідності перебувало 11,4 % осіб, у тому числі 9,0 % дітей у віці до 18 років та 9,8 % осіб у віці 65 років та старших.
Цивільне працевлаштоване населення становило 1141 особа. Основні галузі зайнятості: освіта, охорона здоров'я та соціальна допомога — 16,0 %, виробництво — 15,8 %, роздрібна торгівля — 14,8 %, мистецтво, розваги та відпочинок — 14,1 %.